# 1820
L'any 1820 (MDCCCXX) és un any de traspàs que s'inicia en dissabte, segons el calendari gregorià.

## Esdeveniments

### Estat espanyol
- Es desamortitzen els béns de l'Església Catòlica Romana.
- Gener: Finalitza la Intendència de Córdova del Tucuman després del desembarcament del 5 de gener. La intendència transmet els seus poders a una assemblea constituent i es converteix en la Província de Córdoba.[1]
- 1 de gener: A Las Cabezas de San Juan (Sevilla) hi ha el pronunciament de Riego, una insurrecció militar liderada per Rafael Riego per a reinstaurar la Constitució Espanyola de 1812, que s'aconseguirà el 19 de març. Aquest fet és el detonant de la Revolució de 1820 i de la pèrdua definitiva de gran part de l'Imperi Espanyol a Amèrica.[2] Com a resultat d'aquest pronunciament, hi ha una victòria dels exaltats (o vintanyistes) i dels independentistes de les Províncies Unides del Riu de la Plata.[3]
- 9 de març: A l'estat espanyol, els liberals aboleixen la Inquisició espanyola quan es retorna al marc jurídic de la Constitució de 1812 després del Pronunciament de Riego. El rei promulga el decret de supressió de la inquisició i del Consell de la Suprema Inquisició que la governava i es traspassen els casos d'heretgia als bisbats.[4][5]
- 10 de març: el rei Ferran VII d'Espanya jura la Constitució de Cadis.[6]
- abril - maig: Eleccions generals de 1820, en la que no hi ha partits polítics i tots els diputats són independents. Els liberals guanyen al Partit Moderat.[7]
- 9 de juny - Virregnat de Nova Espanya: S'aboleix la Inquisició espanyola al virregnat.

### Resta del món
- Descoberta la relació entre electricitat i magnetisme, es funda l'estudi de l'electromagnetisme
- Trobada l'estàtua de Venus de Milo.
- Estats Units: A l'estat de Massachusetts s'hi aplica el sufragi universal.
- Costa Rica comença a exportar cafè.
- Marroc: El soltà Mulay Sulayman envia una nova expedicio militar contra la zàuiya (centre religiós) de Cherradi, que anima la revolta dels àrabs a la regió d'Al Haouz. Aquesta és una confraria de místics i predicadors sufís. El soldà és fet presoner i retingut durant tres dies.[8]
- Actual Swazilàndia: Els ndwandwe, dirigits per Sobhuza, fugen el regne dels swazis quan fugen dels zulús.[9]
- Benin: El viatger britànic John King visita la ciutat de Benin i descriu que la ciutat està en ruïnes i que la seva població s'està revoltant.[10]

#### Gener
- 8 de gener: a Arequito (Argentina), oficials de l'exèrcit Unitari de Buenos Aires es subleven per a no ser obligats a participar en la Guerra civil argentina contra el Partit Federal Argentí (Motí d'Arequito).[11]

- 8 de gener: Els britànics imposenels xeics de la Costa dels Pirates la signatura d'un tractat de pau que prohibeix la pirateria i el comerç d'esclaus. Comença els Estats de la Treva, un protectorat britànic de fet als actuals Bahrain i Oman.[12]
- 10 - 27 de gener - Portugal: Eleccions legislatives després de la revolució liberal.[13] Són les primeres eleccions parlamentàries de Portugal.[14] Les eleccions es fan en assemblees de tres nivells: parroquial, provincial i nacional. La majoria dels diputats elegits pertanyen a la francmaçoneria.[13]
- 28 de gener: L'expedició russa comandada per Fabian von Bellingshausen i Mikhaïl Làzarev descobreixen l'Antàrtida.[15]
- 29 de gener: 
  - Inici del regnat del rei Jordi IV del Regne Unit que posa fí al període conegut com la Regència Britànica.[16]
  - José Gervasio Artigas és derrotat a la batalla de Tacuarembó. La Banda Oriental passa a formar part de manera definitiva a Portugal.[17]
- 30 de gener: Edward Bransfield desembarca a l'Antàrtida i esdevé la primera persona que identifica el continent com una massa de terra.[18]

#### Febrer
- 1 de febrer: Capitulació d'Alep, que eestava revoltat contra el seu governador. Torna a estar dominat pels otomans desp´res de 101 dies de setge.[19]
- 6 de febrer:
  - Captura de Valdivia: Batalla de la Guerra d'Independència de Xile en què Thomas Cochrane ocupa Valdivia (Xile) en nom de la República de Xile.[20]
  - Un Grup de 86 afroamericans lliures s'embarquen des de Nova York cap a Freetown, Sierra Leone per crear una llar pels esclaus alliberats estatunidencs anomenada Libèria.[21]
- 14 de febrer: S'inicia el regnat de Minh Mang, emperador de la dinastia  Nguyen del Vietnam. Aquest reforça la monarquia i provocca resistències populars, sobretot al sud del país.[22][23]
  - A París, França, els antimonàrquics assassinen el duc Carles Ferran de Berry.[24]
- 20 de febrer: S'inicia una revolta contra la corona espanyola a Santa María Chiquimula (a l'actual departament de Totonicapán de Guatemala).[25]
- 21 de febrer - França: Inici del segon govern de Richelieu:[26] s'enfrota a l'oposició liberal adoptant algunes reformes moderades. Comença el segon terror blanc. Es restableix la censura i es suspèn la llibertat individual. També es prohibeix la llibertat de premsa.[27]
- 23 de febrer: 
  - La conspiració de Cato Street. Una conspiració entre Arthur Thistlewood i William Davidson per assassinar el primer ministre britànic, Robert Jenkinson, segon compte de Liverpool i el seu gabinet ministerial. La policia londinenca descobreix la conspiració i arresta 13 conspiradors quan són avisats per un informant.[28]
  - A Pilar (Província de Buenos Aires) s'hi signa el Tractat del Pilar entre elgovernador Manuel de Sarratea i dos dels governadors de la Lliga Federal, Estanislao López i Francisco Ramírez després que les tropes unitàries patissin una derrota a la primera Batalla de Cepeda (1820).[29]

- 25 de febrer - França: El cap de seguretat, Vidocq, desmantella una banda organitzada de "conductors" (banda de criminals que entraven de nit a les cases de nit i torturaven els de la casa creman-los la planta dels peus perquè els donessin els diners) a Berny-en-Santerre.[30]

#### Març
- 3 de març - Canton, Xina: Un incendi crema 15.000 cases i provoca la mort d'un nombre indeterminat de persones.[31]

- 6 de març: James Monroe signa el Compromís de Missouri. És un acord entre els representants dels estats esclavistes i abolicionistes dels Estats Units d'Amèrica per a regular qu hi hagués un equilibri en el nombre d'estats esclavistes i antiesclavistes.[32]
- 6 de març - 14 d'abril - Regne Unit: Els tories (conservadors) guanyen les eleccions britàniques de 1820. Robert Jenkinson és el seu líder.[33]
- 10 de març: Regne Unit: Es funda la Societat Astronòmica de Londres.
- 15 de març - Estats Units d'Amèrica: Maine esdevé el 23è estat del país com a part del Compromís de Missouri.[34]
- 18 de març - Argentina: L'assemblea de la Província de Córdoba afirma la seva soberania i independència.[35]
- 26 de març - Estats Units d'Amèrica: Joseph Smith, fundador del Moviment dels Sants dels Últims Dies rep la seva primera visió a Palmyra (Nova York).[36]
- 28 de març - Paraguai: L'intent de Cop d'estat contra el dictador paraguaià José Gaspar Rodríguez de Francia falla.[37]
  - França - s'implementen lleis que restringeixen les llibertats individuals.[38]

- 31 de març - França: Llei que restableix la censura en els mitjans de comunicació i restringeix la llibertat de premsa.[38]

#### Abril
- Hans Christian Ørsted descobreix la relació entre l'electricitat i el magnetisme: que el corrent elèctric provoca camps magnètics (Experiment d'Ørsted).[39]

- 1 d'abril: Escòcia: Comença la insurrecció escocesa de 1820 (o guerra radical) degut a la resposta del govern britànic a la Conspiració de Cato Street amb la proclamació signada com: "By order of the Committee of Organisation for forming a Provisional Government. Glasgow April 1st. 1820."[40]
- 8 d'abril - Grècia, Melos: Es descobreix la Venus de Milo.[41]
- 15 d'abril - Regne de Württemberg (actual Alemanya): el rei Guillem I de Württemberg s'uneix en matrimoni amb la seva tercera esposa, la seva cosina Paulina de Württemberg a Stuttgart.[42]
- 24 d'abril - Grècia - Imperi Otomà: Alexander Ypsilantis esdever el líder de Fliki Eteria, una organització secreta que té l'objectiu de que Grècia s'independitzi de l'Imperi Otomà (segons el calendari julià, va succeïr el 12 d'abril).[43]

- 24 d'abril - Estats Units d'Amèrica: Els primers missioners estatunidencs desembarquen a Hawaii.[44]

#### Maig
- 1 de maig:
  - Regne Unit: 
    - Els principals responsables de la conspiració de Cato Street són executats per decapitació a Londres.[45]
    - Robert Owen (fundador del Socialisme utòpic) lliura l'informe  Report to the County of Lanark, of a plan for relieving public distress and removing discontent (editat el 1821), un pla per alleujar l'angoixa pública i el descontentament popular, al govern escocès per a dissenyar un pla de treball.
- 11 de maig - Regne Unit: Al moll de Woolwich (Londres) hi ha l'avarament del vaixell HMS Beagle, que posteriorment portarà a Charles Darwin al seu viatge científic.[46]
- 15 de maig - Viena - Acaben les discussions sobre els fonaments de la Confederació Germànica que es resumeixen a l'Acta Final de Viena.
- 20 de maig - John Stuart Mill, als 14 anys d'edat, comença la seva educació a França.[47]

#### Juny
- 2 de juny - 3 - França: Disturbis a París durant les discussions sobre la llei electoral. Els estudiants es reuneixen al voltant del Palau Borbó per protestar. Arran de les provocacions de la guàrdia reial, els diputats liberals són atacats i un estudiant de dret, Lallemend, és assassinat a la Place du Carrousel el 3 de juny. El 6 de juny es convoquen 6000 persones pacíficament pel seu funeral.[48]

- 5 de juny - Regne Unit: Carolina de Brunsvic-Wolfenbüttel, esposa del rei Jordi IV del Regne Unit retorna a Anglaterra després del seu viatge de 6 anys de durada a Itàlia, on ha mantingut una aventura. Des que va pujar al tron al gener, el rei ha intentat rebre l'aprovació del seu govern per a divorciar-se'n.[49]

- 8 de juny - Viena: Entra en vigor l'Acta de Viena, en la que els diferents estats alemanys es federen oficialment.
- 10 de juny - Gran Bretanya: Sir Thomas Munro esdevé governador de la Presidència de Madràs, que inclou gran part del sud de l'Índia.[50]
- 12 de juny
  - França: Élie Decazes, líder de l'oposició a la Cambra dels Diputats de França, presenta amb èxit la "Llei del vot doble", una proposta per afegir als 258 legisladors existents 172 escons que havien de ser seleccionats per col·legis electorals especials que estarien formats pel 25% de les persones més riques de cadascun dels departaments de França.[51]
  - Estats Units d'Amèrica: Delegats del Territori de Missouri aproven a Saint Louis la proposta de la constitució de l'estat que rebrà el nom de "The State of Missouri".[52]
- 15 de juny - Regne de les Dues Sicílies: Els insurgents independentistes sicilians s'aixequen en armes dirigits per Giuseppe Alliata di Villafranca.[53]
- 18 de juny - Palerm, Regne de les Dues Sicílies: S'estableix un govern presidit per Giovanni Luigi Moncada, príncep de Palerm.[54]
- 28 de juny - Argentina: Batalla de Cañada de la Cruz, a la Capilla del Señor, a 102 km de Buenos Aires: la Província de Santa Fe s'imposa a la Província de Buenos Aires. Aquesta batalla és el punt culminant de l'Anarquia de l'Any XX.[55]
- 29 de juny - Estats Units d'Amèrica - esclavitud: La Marina dels Estats Units d'Amèrica captura el vaixell esclavista Antelope que porta 280 esclaus africans a la costa de Florida.[56] Aquest vaixell incompleix la llei de 1808 que prohibia el comerç d'esclaus als Estats Units.[57]
  - França: Es promulga la llei del doble vot, que afavoreix les classes altes a les eleccions.[58]

#### Juliol
- 9 de juliol - Nàpols: Insurrecció de la societat secreta dels carbonaris (liberals nacionalistes)sota les regnes del general Guglielmo Pepe contra el rei Ferran I de les Dues Sicílies. Aquesta és una insurrecció que forma part de la onada revolucionària de 1820.[59]
- 13 de juliol - Nàpols, Regne de les Dues Sicílies: Guglielmo Pepe obliga a Ferran I de les Dues Sicílies a signar una constitució basada en la Constitució siciliana de 1812.[28]
- 16 de juliol - Regne de Sicília: El congrès del Regne de Sicília torna a adoptar la constitució siciliana de 1812.[60]
- 22 de juliol - Imperi Rus: El pastor místic de Munic Johannes Gossner, director de la societat bíblica arriba a Sant Petersburg.[61]
- 23 de juliol - Regne de les Dues Sicílies: Des de Sicília s'envia una delegació al govern revolucionari de Nàpols que demana la restauració del Regne de Sicília, que encara està sota la direcció borbònica, de la constitució i del seu propi parlament.[62]
- 26 de juliol - Regne Unit i Escòcia: S'inaugura el pont penjant de ferro forjat Union Chain, dissenyat pel capità Samuel Brown, sobre el riu Tweed, entre Anglaterra i Escòcia.[63]
- 31 de juliol - París, França: Hi ha un incendi a un dipòsit de vi al barri de Bercy.[31]

#### Agost
- 1 d'agost - Regne Unit: S'obre el regent's canal fins al port de Londres.
- 9 d'agost - Caiena, Guaiana Francesa: Arriben a la Guaiana 27 colons xinesos i 5 malais de Manila per introduir el cultiu del te.[64]
- 19 d'agost - França: Conspiració militar del "bazar francès", un projecte d'insurrecció que esclata simultàniament a París, Lió, Colmar i altres ciutats. El complot liberal és elaborat a la guarnició de París, amb l'objectiu d'utilitzar l'exèrcit per enderrocar el ministeri. Aquest complort és descobert abans que s'inicii i no té èxit.[27]

- 24 d'agost - Porto, Portugal: Revolució lliberal de Porto. Els revoltts exigeixen el retorn del rei, que estava refugiat al Brasil des del 1807). Es crea una Junta provisional del govern suprem del regne a Porto.[65]

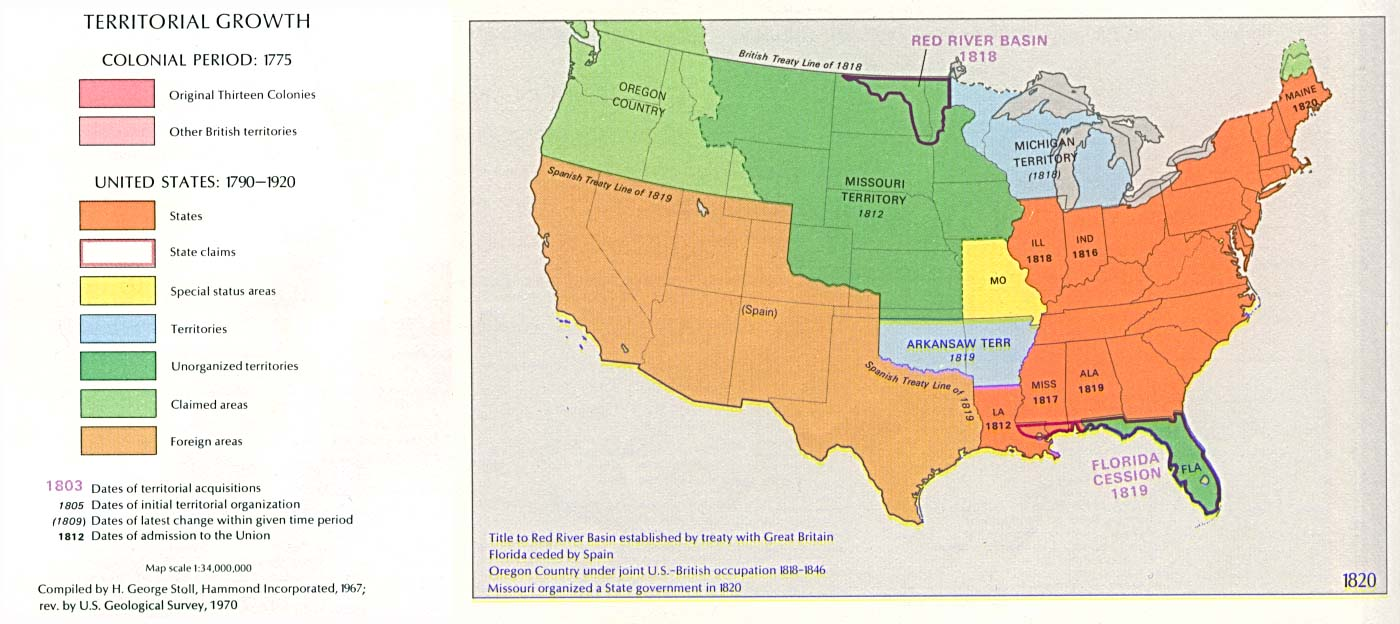
Creixement dels Estats Units al 1820

#### Setembre
- 2 de setembre - Argentina: Batalla de Gamonal a la província de Santa Fe, on l'exèrcit d'aquesta província venç al de la província de Buenos Aires. És un dels punts àlgids de l'Anarquia de l'Any XX.[66]
- 4 de setembre - Imperi Rus: El tsar Alexandre I de Rússia declara que la influència russa a Amèrica s'estén vers el sud fins Oregon i prohibeix la navegació a les aigües d'Alaska.

- 8 de setembre - Pisco, Virregnat del Perú: José de San Martín desembarca a la badia de Paracas i s'inicia la Guerra d'independència del Perú.[67]
- 13 de setembre (1 de setembre segons el calendari julià) - Tsarat de Polònia: Obertura del segon sejm del tsarat de Polònia.[68] Hi ha una empenta liberal sota la influència de Benjamin Constant: el líder Vincent Niemojowski comença la lluita contra la censura. El tsar, que assisteix a una de les sessions, es mostra indignat per les declaracions de l'oposició liberal respecte a la monarquia. Aquest portava 4 anys sense convocar el sejm i la vida política es feia a través de societats secretes.[69]
- 29 de setembre - actual Argentina: El cabdill Francisco Ramírez funda la República d'Entre Ríos independitzada de Buenos Aires.[70]

#### Octubre
- Guerra entre l'Imperi Otomà i Pèrsia: el xa marxa fins les portes de Bagdad.
- Nord d'Àfrica, Imperi Otomà: Per ordres de la Porta, Mehemet Ali organitza una missió militar al seu fill dirigida pel seu fill que sotmet la regió de Kordufan. Egipte comença la conquesta del Sudan.[71]

- 3 d'octubre - Xina: Comença el regnat de Daoguang, emperador de la dinastia Qing.[72]
- 4 d'octubre - actual Perú: comença la primera campanya d'Arenales a la Serra del Perú en el context de la Guerra d'Independència del Perú.[73]
- 7 - 8 d'octubre - Saumur, França: Els liberals de la ciutat ofereixen un banquet a Benjamin Constant. Aquest és pertorbat pels estudiants de l'escola de cavalleria, que eren reialistes. El 7 d'octubre assetgen la casa on s'allotja i hi llencen pedres i ordenen al diputat de Sarthe que abandoni la ciutat. La policia els dispersa. El dia 8 d'octubre tornen per evitar el banquet i la Guàrdia Nacional hi torna a intervenir. Es disparen trets i hi ha ferits en ambdues bandes. Constant abandona la ciutat el dia 9 d'octubre.[74]

- 8 d'octubre - Haití: Jean-Pierre Boyer, que ja dominava el sud de l'illa, succedeix a Enric I d'Haití en el govern del nord del país i comença la unificació del país.[75]
- 9 d'octubre - Guayaquil: Declaració de la Independència de Guayaquil que passa a ser la Província Lliure de Guayaquil, un estat independent.[76][77] Comença la Guerra d'Independència de l'Equador.[78] Algunes batalles d'aquesta guerra són la Batalla del Camino Real (9 de novembre), de Huachi (22 de novembre),[79] de Verdeloma i de Tanizahua (3 de gener de 1921).[80]
- 11 d'octubre - França: El rei ordena que es restableixi l'Administration des forêts.[81]
- 17 d'octubre - Rosières-en-Santerre, França: execució dels tres líders dels "conductors de Santerre" (delinqüents), entre els que hi ha Prudence Pezé, "la lloba de Rainecourt".[82]
- 20 d'octubre - 20 de desembre: Congrés de Troppau. Conferència internacional d'ambaixadors de l'Imperi Rus, l'Imperi Austríac i Prússia reunits a Troppau, Regne de Bohèmia per enfrontar-se a l'onada liberal que vivia Europa. Aquests imperis s'enfronten a les sobrevacions que s'estan produint a Espanya, Portugal, Itàlia (Estats Pontificis, Regne de Sardenya-Piemont i, sobretot, Regne de les Dues Sicílies). El Congrés acaba ajornat i es reprèn en el Congrés de Laybach a Carniola el 1921.[83] Klemens von Metternich obté el permís d'intervenir militarment contra la revolució de 1820. El papa aprova les intervencions de les forces de la Santa Aliança.[84]
- 23 d'octubre - França: Es reorganitza l'exèrcit d'infanteria francès.[85]
- 28 d'octubre (17 d'octubre segons el calendari julià) - Imperi Rus: motí del regiment de la Guàrdia Semenovski a Sant Petersburg per protestar contra les brutalitats del seu líder, el coronel Schwartz.[86]

#### Novembre
- 1 de novembre - França: Jacques Alexandre Law de Lauriston, marquès de Lauriston esdevé ministre de la casa reial.[81]
- 4 de novembre i 2 de desembre - Sudan: Victòria dels egipcis a Korti i al mont Dager.[71]
- 4 de novembre - Estats Units d'Amèrica: James Monroe és reelegit president en les eleccions presidencials de 1820 contra John Quincy Adams.[87]
- 4 i 13 de novembre - França: Els ultrareialistes guanyen en les eleccions legislatives de 1820.[88]
- 5 de novembre - 6 de novembre - Guerra d'independència del Perú: Captura de la fragata Esmeralda.[89] Mariners angloamericans i infantst de marina de l'armada de Xile comandats per Thomas Cochrane capturen en una incursió nocturna la fragata Esmeralda al port del Callao, tot i que estiguessin en treva amb el virregnat.[90]
- 9 de novembre -  Virregnat de Nova Espanya: El general Agustín de Iturbide passa a comandar les tropes reialistes de la colònia en la Conspiració de La Profesa.[91]
- 26 de novembre - Trujillo (Veneçuela): Fí del Decreto de Guerra a Muerte feta pel general Simón Bolívar. S'acaba amb el Tractat d'Armistici i Regularització de la Guerra que signen el general espanyol Pablo Morillo i Simón Bolívar.[92]

#### Desembre
- 1 de desembre - Estat de Hyderabad: Charles Metcalfe reemplaça Henry Russel com el representant britànic del principat de Hyderabad. Aquest controla el govern, el país entra en crisi i l'exèrcit britànic sobreviu gràcies al pillatge.[93]
- 8 de desembre - Madagascar: La Societat Missionera de Londres obre les primeres escoles a Antananarivo.[94]

## Ciència i tecnologia
- Thomas Robert Malthus publica : Principis d'Economia política.
- Wilhelm von Humboldt publica: Sobre l'estudi comparatiu de les llengües.
- Blainville descriu per primera vegada la Foca lleopard.
- Leonard Koecker, odontòleg, proposa la cauterització del teixit exposat a la pulpa humana i cobert d'una fulla o làmina de plom.

## Naixements
Països Catalans
Resta del món
- 17 de gener, Thornton (Yorkshire, Anglaterra): Anne Brontë, novel·lista i poetessa britànica, la més jove de la família literària Brontë (m. 1849).[95]
- 31 de gener, Ferrol, Galícia: Concepción Arenal, escriptora gallega (m. 1893).[96]
- 4 de febrer, Viena: Božena Němcová, una de les més importants novel·listes txeques del realisme txec (m. 1862).[97]

- 8 de febrer, Lancaster, EUA: William T. Sherman, militar estatunidenc (m. 1891).
- 15 de febrer: Adams, EUA: Susan Brownell Anthony, líder del moviment estatunidenc dels drets civils (m. 1906).[98]
- 17 de febrer, Verviers, Bèlgica: Henri Vieuxtemps, compositor belga (m. 1881).[99]

- 18 de febrer, Estocolm, Suècia: Lea Ahlborn, gravadora de medalles sueca.
- 30 de març; Great Yarmouth, Norfolk, Anglaterra: Anna Sewell, novel·lista anglesa.[100][101]
- 6 d'abril; París, França: Gaspard-Félix Tournachon, periodista, il·lustrador i fotògraf francès.[102]
- 27 d'abril; Derby, Anglaterra: Herbert Sp[[encer, fiòsof i psicòleg anglès (m. 1903).[103]
- 10 de maig; Kassel, actual Alemanya: Ludwig des Coudres, pintor d'història i retratista alemany.[104]
- 12 de maig, Florència (Gran Ducat de Toscana): Florence Nightingale, infermera i reformadora social (m. 1910).[105]
- 21 de juny (9 de juny segons el calendari julià); Sorgenfrei, Riga, actual Letònia: Gueorg Wilhelm Timm, pintor i artista gràfic rus.
- 24 de juny: Joaquim Manuel de Macedo, escriptor brasiler (m. 1882).
- 29 de setembre, França: Enric de Borbó, fill pòstum del duc de Berry.[81]
- 28 de novembre, Wuppertal, Confederació d'Alemanya del Nord: Friedrich Engels, filòsof socialista alemany (m. 1895).[106]
- 18 de desembre, Boston, Estats Units: Mary Livermore, infermera, periodista, sufragista i reformista estatunidenca (m. 1905).[107]

## Necrològiques
Països Catalans
- 1 de març - Cremona, Llombardia: Antoni Ludenya, jesuïta i matemàtic valencià.[108][109]
- 10 de març - Barcelona: Joan Antoni Desvalls, hisendat i científic català.

Resta del món
- 29 de gener, Castell de Windsor: Jordi III del Regne Unit, rei del Regne Unit de Gran Bretanya i Irlanda i del Regne de Hannover.
- 4 de febrer, Praga: Gottfried Johann Dlabacz, músic i religiós premonstratenc.
- 14 de febrer, París, França: Carles Ferran de França, príncep reial francès, mor assassinat.[24]
- 20 de març, Heildelberg (Alemanya): Alexandru Ioan Cuza, fundador de la Romania moderna (n. 1820)[110]
- 6 d'abril, París, França: Gaspard-Félix Tournachon, fotògraf periodista, il·lustrador i caricaturista francés
- 1 de maig, Londres: Arthur Thistlewood, revolucionari anglès (n. 1774).[111]
- 20 de juny, Buenos Aires: Manuel Belgrano, economista, jurista, polític i cap militar argentí.
- 5 de juliol, Edimburg, Escòcia: William John Macquorn Rankine, enginyer i físic britànic (m. 1872).[112]
- 6 de juliol, Natchez, Mississipi: Judith Sargent Murray, escriptora estatunidenca que escrigué sobre els drets de les dones (n. 1751).[113]
- 25 de desembre, Trieste: Joseph Fouché, polític francès, ministre de Napoleó Bonaparte i Lluís XVIII de França.
- Mannheim: František Jan Štiasný, violoncel·lista i compositor del Classicisme.
- Grècia: Athanasios Diakos, militar